# Christian Minor

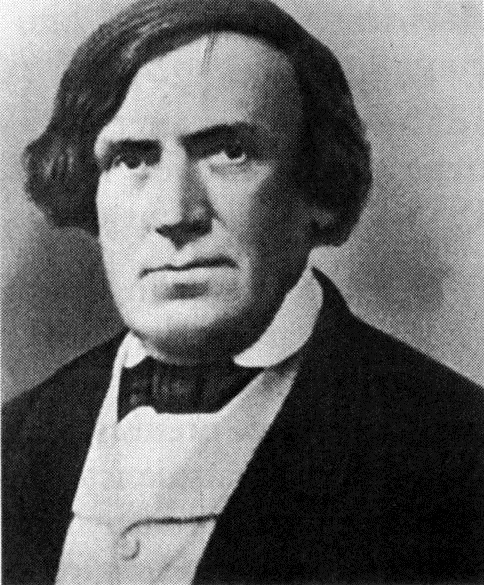
Christian Minor

 Christian Heinrich Minor   (* 18. Februar 1813 in Holzhausen; † 9. Februar 1892 in Panrod) war nassauischer Posthalter und Landtagsabgeordneter.

## Leben und Familie
Christian Minor war der Sohn des Landwirts Peter Franz Minor (* 12. April 1781 in Holzhausen; † 11. November 1865 ebenda) und dessen Frau Maria Elisabetha, geborene Fuhr (28. Oktober 1780 in Holzhausen; † 22. April 1850 ebenda), die am 24. Januar 1800 in Holzhausen geheiratet hatten.
Christian Minor, der evangelischer Konfession war, heiratete im Januar 1840 in erster Ehe Maria Katharina, geborene Napp verwitwete Hegmann. Nach deren Tod am 20. Juni 1850 heiratete er am 12. April 1853 in Singhofen in zweiter Ehe Caroline Philippine Johanette, geborene Wiegandt (* 18. November 1828 in Idstein; † 3. Mai 1891 in Singhofen), die Tochter des Gastwirtes Johann Philipp Wiegand.
Er war bis 1873 Posthalter im Gasthaus „Zur alten Post“ in Singhofen und danach Gastwirt.

## Politik
Christian Minor hatte viele Ehrenämter in Singhofen inne, darunter das eines Waisenrates. Nach der Märzrevolution wurde am 12. Juli 1848 der "Demokratische Verein Wiesbaden" gegründet. Der Verein wurde jedoch bereits drei Tage später durch die Regierung aufgelöst. Daraufhin wurde als Nachfolgeorganisation der „Verein zur Wahrung der Volksrechte“ gegründet. Christian Minor war Gründungsmitglied und Vorstandsmitglied.
Der Verein, in dem sich die Liberalen organisierten, war ein Vorläufer der Nassauischen Fortschrittspartei. Für diese wurde er 1864 im Wahlkreis XIV (Braubach/Nastätten) in die zweite Kammer der Landstände des Herzogtums Nassau gewählt.